# Pegomya nigra
Pegomya nigra är en tvåvingeart som beskrevs av Masayoshi Suwa 1974. Pegomya nigra ingår i släktet Pegomya och familjen blomsterflugor. Inga underarter finns listade i Catalogue of Life.